# Reid Blackburn
Koordinaten: 46° 17′ 53″ N, 122° 17′ 23″ W
Reid Turner Blackburn (* 11. August 1952 in Washington, D.C.; † 18. Mai 1980 am Mount St. Helens, Skamania County, Washington) war ein US-amerikanischer Fotograf, der während des Ausbruchs des Mount St. Helens im Jahr 1980 ums Leben kam.

## Leben

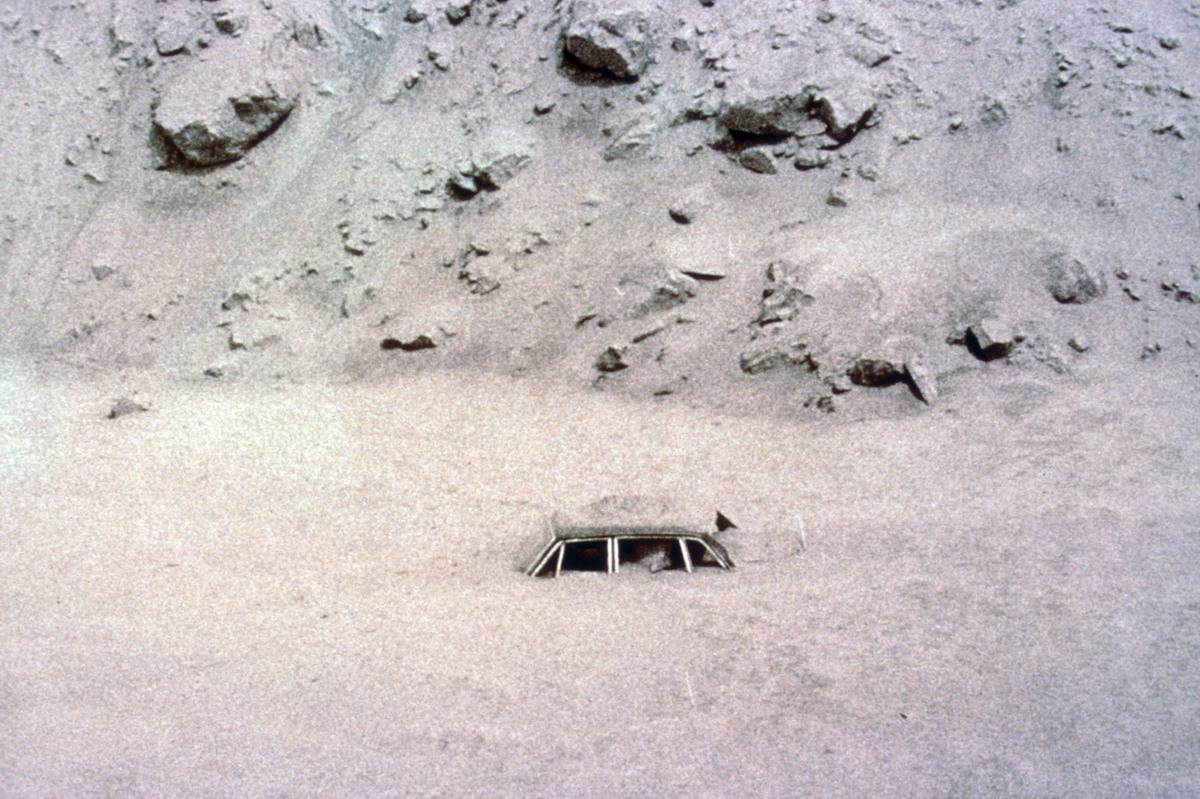
Aufnahme des U.S. Forest Service Pacific Northwest vor der Bergung

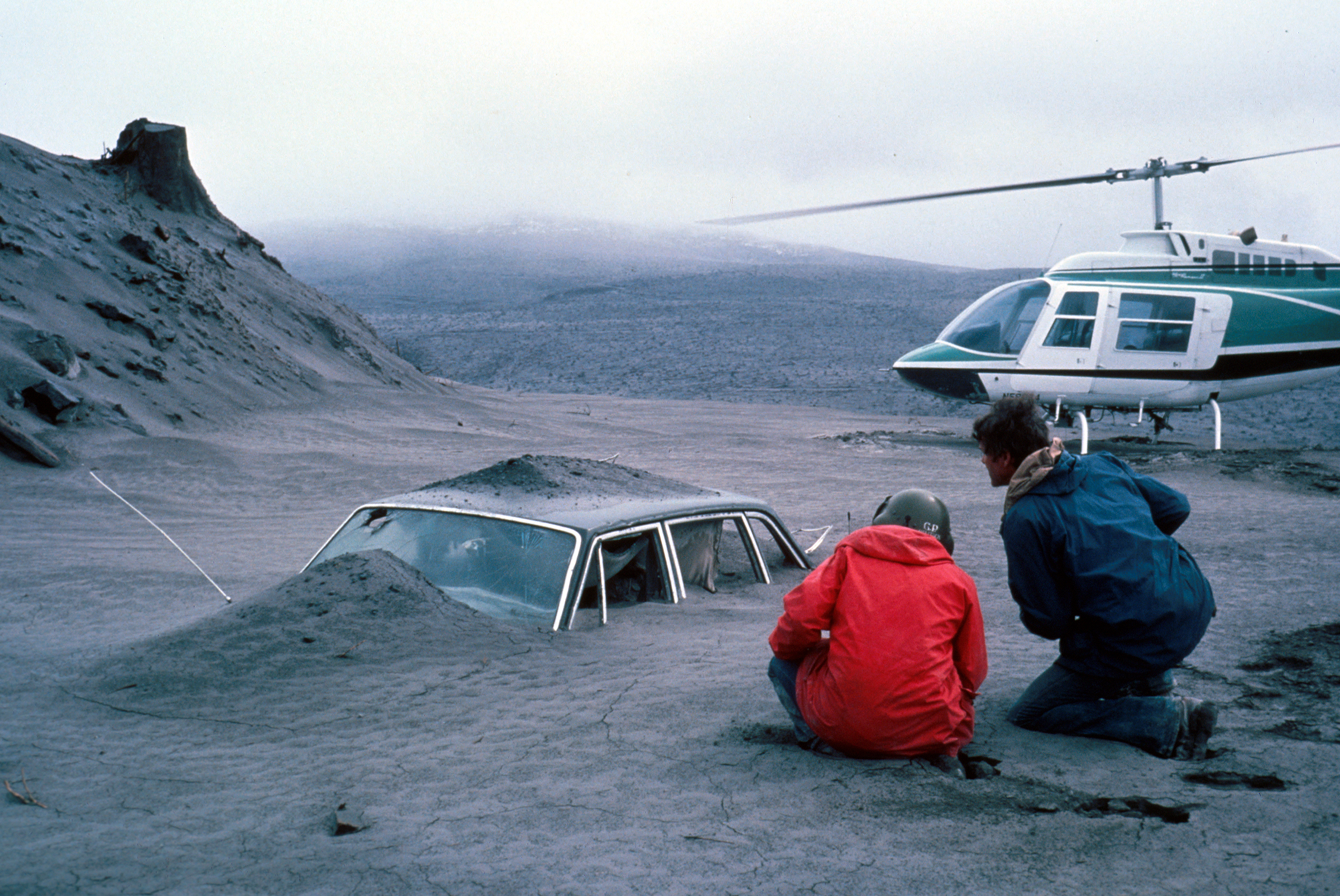
USGS-Geologe Don Swanson und sein Kollege Jim Moore, aufgenommen am 22. Mai 1980 (USGS; Pete Lipman)

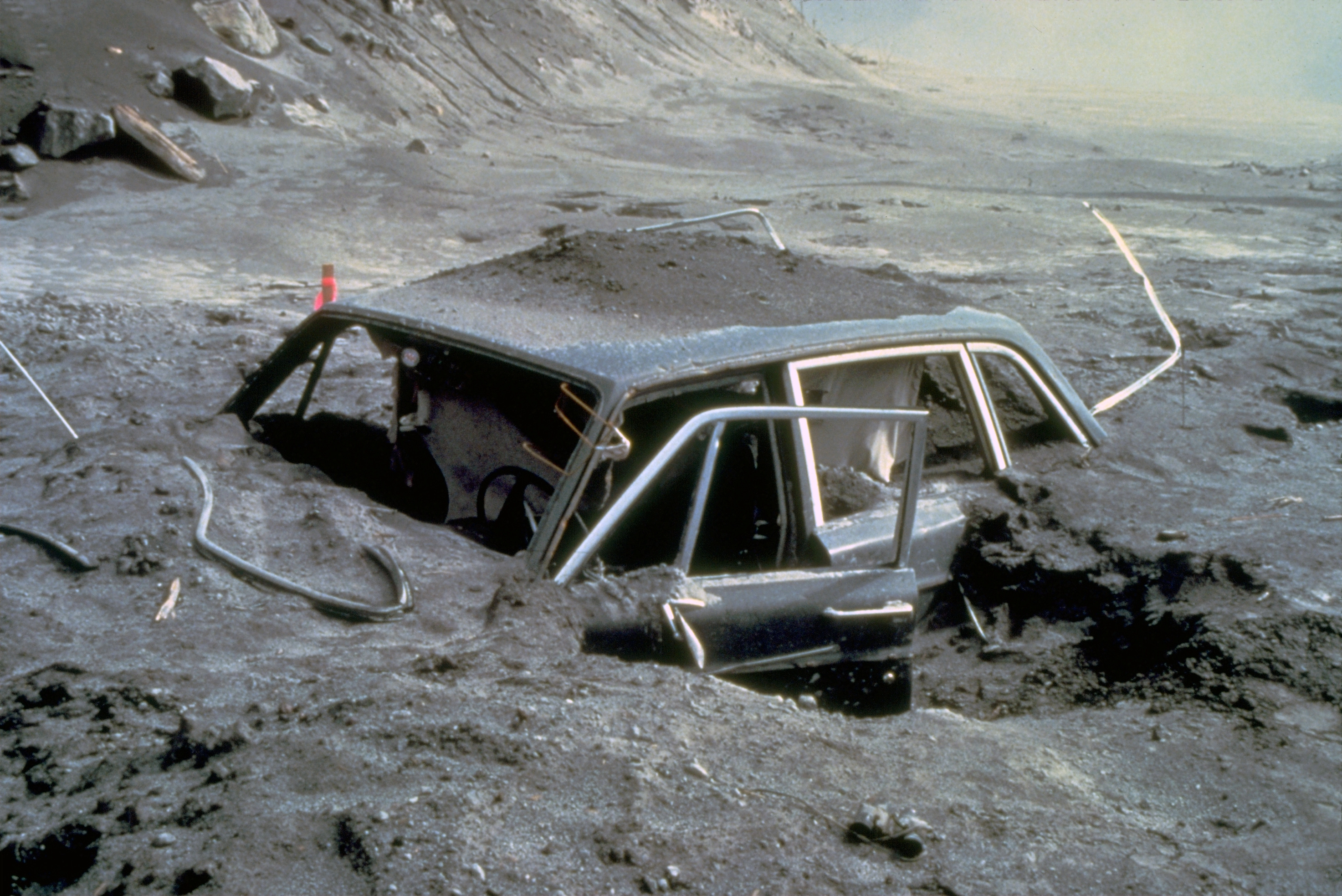
Der freigelegte Wagen Blackburns, aufgenommen am 31. Mai 1980 (USGS/CVO; Danial Dzurisin)

Blackburn wurde als Sohn des Ingenieurs Clifton Arthur Blackburn Jr. in Washington, D.C., geboren und verbrachte seine Kindheit in Maryland. 1962 zog die Familie in den US-Bundesstaat Oregon, wo er die Wilson High School in Portland besuchte und seine Liebe zur Fotografie entdeckte. Nach seiner Schulzeit wechselte er an das Linfield College in McMinnville, mit dem Ziel, Fotojournalist zu werden.
1975 begann er beim Nachrichtenblatt The Columbian mit Sitz in Vancouver als Fotojournalist zu arbeiten. Dort lernte er später auch seine Frau Fay Mall kennen, die in der Anzeigenabteilung arbeitete – sie heirateten im Sommer 1979.
Blackburn war zeitlebens ein Naturliebhaber: er war Rucksacktourist, Radfahrer, Bergsteiger, Skilangläufer und hatte den Mount St. Helens mehrmals bestiegen. Er gehörte dem Clark County Amateur Radio Club an, ein Hobby seit seiner Kindheit, und war zudem Mitglied der National Press Photographer’s Association.
Am 18. Mai 1980 rutschte um 8:32 Uhr pazifischer Zeit die gesamte Nordflanke des Mount St. Helens infolge wiederholter Erdbeben ab, die bereits seit dem 16. März 1980 seismisch messbar waren, und es kam zu einer Gerölllawine, die fünf Milliarden Tonnen Gestein bewegte. Der freigesetzte pyroklastische Strom, ein Gemisch aus heißem Gas und Feststoffen, führte zu verheerenden Schäden in der Umgebung des Schichtvulkans. Die entstandene plinianische Säule verteilte vulkanische Asche in über elf US-Bundesstaaten und reichte etwa zwanzig Kilometer in die Atmosphäre.
Zum Zeitpunkt des Ausbruchs stellte Blackburn seine Zeit National Geographic und der United States Geological Survey (USGS) in einem Beobachtungscamp zur Verfügung, das sich etwa 13 Kilometer nordwestlich des Vulkans befand. Seine Aufgabe war es, ferngesteuerte Funkkameras zu bedienen, die zur Beobachtung der Aktivitäten des Berges aufgestellt worden waren. Mit dem unerwarteten Ausbruch am Sonntagmorgen brach der Funkkontakt zu ihm ab.
Blackburn starb, als die ausgelöste Glutlawine das Gebiet rund um den Coldwater Creek überrollte, wo er am Coldwater Ridge campierte. Sein Fahrzeug, ein Volvo 144, wurde einen Tag später durch den Fotografen Ralph Perry auf Aufnahmen innerhalb der Zerstörungszone entdeckt. Es war fensterhoch mit Asche bedeckt und auch der Innenraum war aufgrund der zerstörten Fensterscheiben mit Asche gefüllt. Sein Leichnam wurde vier Tage später, nach der teilweisen Freilegung des Autos, vom Fahrersitz geborgen.
Wenige Tage später barg der National-Geographic-Fotograf Fred Stocker – neben Blackburns Brille – auch dessen Kamera aus den Trümmern, während er das Ausmaß der Zerstörung vor Ort dokumentierte. Der Negativfilm in der Kamera war nicht mehr verwendbar, da ihn die intensive Hitze beschädigt hatte.
Bei dem Ausbruch kamen 56 weitere Menschen ums Leben, darunter der Vulkanologe David A. Johnston, der Fotograf Robert Landsburg, der Amateurfunker Gerry Martin und Harry R. Truman, ein Lodgebesitzer aus der Region, der eine Evakuierung abgelehnt hatte. Von 22 Opfern wurden keine sterblichen Überreste gefunden. Sieben weitere Menschen in der Verwüstungszone überlebten zum Teil schwer verletzt. Insgesamt wurden mehr als 200 Gebäude zerstört und viele Anwohner der Region obdachlos.
Blackburn wurde 27 Jahre alt und wurde von seiner Frau Fay überlebt. Seine sterblichen Überreste wurden am  27. Mai 1980 im Krematorium von Arbor in Portland kremiert.
Im Jahr 2013 wurde eine unentwickelte Filmrolle Blackburns im Zeitungsarchiv des Columbian entdeckt. Die Aufnahmen hatte er nur wenige Wochen vor seinem Tod, zwischen dem 7. und 10. April 1980, aus einem Helikopter gemacht – sie stellen heute ein wichtiges Zeitdokument dar. Zu Lebzeiten wurden ausgewählte Aufnahmen von der Associated Press und der Sigma Delta Phi-Society of Professional Journalists ausgezeichnet; er war auch Co-Autor eines Buches über Hydroplane-Rennen.

## Zitate
Blackburn sah es, nach eigener Aussage, als seine Aufgabe an, informative Bilder zu liefern, die das Leben auf unvoreingenommene Weise dokumentieren. Er setzte die Fotografie als Kunstform dem „Malen mit Licht“ gleich. So schrieb er:

„Die Zeitungsfotografie oder der Fotojournalismus, wenn Sie so wollen, bietet mir mehr als jeder andere Zweig der Kunst. Bei den meisten kommerziellen Arbeiten kommt das Feedback vom Kunden, und das war’s dann auch schon. Bei einer Zeitung ist das Potenzial für Feedback enorm groß. Bei jedem Auftrag erkenne ich Fehler, finde ich Erfolge und kann mich verbessern. […] Ich war schon immer von Magie und komplizierten Geräten fasziniert. Eine Kamera ist ein absolutes Wunderwerk aus winzigen beweglichen Teilen und glänzendem Glas […] und sie produziert oft magische Bilder […] Stücke unverwirklichter Geschichte.“